# Aussteller (Urkunde)
Aussteller (englisch issuer, drawer) einer Urkunde ist, wer sich die in der Urkunde verkörperte Erklärung kraft seiner Unterschrift zurechnen lassen muss, weil er geistig hinter der Urkunde steht und sich an ihren Inhalt gebunden fühlt.

## Allgemeines
Der Begriff Aussteller hängt eng mit dem Urkundenbegriff zusammen. Eine Urkunde als verkörperte Gedankenerklärung muss notwendig auch regelmäßig ihren Aussteller erkennen lassen (Garantiefunktion der Urkunde). Die Urkunde als Tatobjekt ist auch strafrechtlich (Urkundenfälschung; § 267 StGB) als echt zu bezeichnen, wenn sie von einem erkennbaren Aussteller stammt. Aussteller ist nach der Geistigkeitstheorie derjenige, der hinter der Gedankenerklärung steht, wem diese also zuzurechnen ist (etwa der Vorstand einer juristischen Person unterschreibt, als Aussteller gilt die juristische Person) und nicht etwa derjenige, der die Urkunde herstellt. Wirklicher Aussteller einer Urkunde ist nach der Geistigkeitstheorie, wer sie als seine Erklärung gelten lässt, sich zu ihr bekennt und sich an sie gebunden fühlt. Jede Urkunde verbreitet den Anschein, dass ihr Aussteller zu einer Leistung verpflichtet ist. Aussteller ist das Rechtssubjekt, das die Urkunde ausfertigt und begibt oder durch andere Rechtssubjekte begeben lässt.

## Rechtsfragen
Der Rechtsbegriff Aussteller wird in Gesetzen häufig verwendet. So verlangt generell § 126 Abs. 1 BGB, dass bei Schriftform die Urkunde vom Aussteller eigenhändig durch Namensunterschrift oder mittels notariell beglaubigten Handzeichens unterzeichnet werden muss.

### Zivilprozess
Aussteller einer Urkunde ist zivilprozessrechtlich, wer unterschreibt, sei es den eigenen oder einen fremden Text. Bei privaten Urkunden kommt es daher insbesondere auf die Echtheit der Unterschrift an; für den darüber stehenden Text besteht die (widerlegbare) gesetzliche Vermutung, dass auch er echt sei (§ 440 Abs. 2 ZPO). Wird die Echtheit bestritten, so muss die beweisbelastete Partei die Echtheit mit Hilfe der üblichen Beweismittel nachweisen (etwa durch Schriftvergleich; §§ 441, § 442 ZPO). Für Urkunden ohne Unterschrift entfällt die Echtheitsvermutung des § 440 Abs. 2 ZPO. Auch diese Bestimmung zeigt, wie wichtig dem Gesetzgeber die Unterschrift des Ausstellers ist. Nach § 416 ZPO vermittelt eine private und von ihrem Aussteller eigenhändig unterzeichnete Urkunde vollen Beweis dafür, dass die in ihr enthaltene Erklärung vom Aussteller abgegeben wurde.
Mit öffentlicher Urkunde wird gemäß § 415 ZPO eine Urkunde bezeichnet, die von einer öffentlichen Behörde oder einem Notar innerhalb der Grenzen der Amtsbefugnisse in der vorgeschriebenen Form verfasst wurde und volle Beweiskraft des Inhalts besitzt. Für sie gilt die (widerlegbare) Echtheitsvermutung des § 437 ZPO. Die notarielle öffentliche Beglaubigung ist ebenfalls eine öffentliche Urkunde, der beglaubigte Text jedoch eine private Urkunde. Deren (widerlegbare) Beweisvermutung ist in § 416 ZPO geregelt, die Echtheitsvermutung in § 440 Abs. 2 ZPO. Voraussetzung hierfür ist, dass sie vom Aussteller unterschrieben oder sein Handzeichen notariell beglaubigt ist.

### Wertpapierrecht
Besondere Bedeutung kommt Urkunden zu, in denen Vermögensrechte verbrieft sind. Bei Vermögensrechtsurkunden, den so genannten Wertpapieren, übernimmt der Aussteller nämlich eine vermögensrechtliche Verpflichtung. Nach herrschender Meinung haftet der Aussteller von Wertpapieren bereits, wenn er sie unterschreibt. Denn nach der Aufgabe der Kreationstheorie ist das „in den Verkehr bringen“ eines Wertpapiers nicht mehr erforderlich; bereits sein Abhandenkommen löst seine Haftung aus. Es bedarf zwar zur Begründung der wertpapiermäßigen Verpflichtung neben der Ausstellung auch eines Begebungsvertrags; fehlt dieser jedoch, so kann trotzdem jemand gutgläubig das ausgestellte Wertpapier erwerben. Auch die Bestimmungen des § 794 Abs. 1 BGB und § 935 Abs. 2 BGB lassen die Ausstellung für die Haftung des Ausstellers genügen. Der Aussteller wird gemäß § 794 BGB aus einer Inhaberschuldverschreibung auch dann verpflichtet, wenn sie ihm gestohlen worden oder verloren gegangen oder wenn sie sonst ohne seinen Willen in den Verkehr gelangt ist.
Im wertpapierrechtlichen Sinne gibt es den Aussteller von Wechseln, Schecks und anderen Wertpapieren. Im Zusammenhang mit Effekten wird der Aussteller Emittent genannt. Alle Unterzeichner von Wertpapierurkunden gelten als deren Aussteller. Bei Wertpapieren kommt dem Aussteller die wesentliche Funktion zu, eine Verpflichtung zu übernehmen oder finanziell zu haften. Bei Schuldverschreibungen ist der Aussteller der Schuldner, bei Aktien übernimmt der Aussteller aktienrechtliche Pflichten gegenüber dem Aktionär. Nach der (inzwischen aufgegebenen) Kreationstheorie entstand das Recht aus einem Wertpapier durch eine einseitige Verpflichtungserklärung des Ausstellers, wonach dieser nach Maßgabe des Papiers haftet.

#### Inhaberpapiere
Nach § 796 BGB kann der Aussteller dem Inhaber einer Schuldverschreibung nur drei Einwendungen entgegenhalten:
- im Hinblick auf die Gültigkeit der Urkunde: die Urkunde ist ge- oder verfälscht, der Aussteller war zum Zeitpunkt der Ausstellung geschäftsunfähig, hatte keine Vertretungsbefugnis oder die Urkunde wurde unter Zwang errichtet;
- im Hinblick auf den Urkundentext: wenn sich die Urkunde auf einen Emissionsprospekt bezieht, sind aus dem Prospekt resultierende Einwendungen möglich.
- die dem Aussteller gegenüber dem Inhaber zustehen.

Dabei verpflichtet sich der Aussteller, an jeden vorlegenden Inhaber der Schuldverschreibung zu leisten, es sei denn, er wusste oder hätte wissen müssen, dass der Inhaber nicht berechtigt ist.
Bei massenhaften Effekten wird im Rahmen der Girosammelverwahrung vom Aussteller lediglich eine Sammelurkunde (Globalurkunde) nach § 9a DepotG hergestellt, die bei der Wertpapiersammelbank zu hinterlegen ist. Eine effektive Auslieferung einzelner Aktien oder Schuldverschreibungen ist dann ausgeschlossen, es sei denn, der Aussteller ist nach dem zugrunde liegenden Rechtsverhältnis verpflichtet, an die Inhaber der in der Sammelurkunde verbrieften Rechte einzelne Wertpapiere auszugeben (§ 9a Abs. 3 DepG).

#### Orderpapiere
Der Begriff Aussteller wird in Spezialgesetzen, die die Orderpapiere betreffen, ausdrücklich verwendet. Die Unterschrift des Ausstellers gehört bei Schecks (Art. 1 Nr. 6 SchG) und Wechseln (hier wird er Trassant genannt; Art. 1 Nr. 8 WG) zu den gesetzlichen Bestandteilen, ohne die diese Urkunden ungültig sind (Art. 2 Abs. 1 SchG und Art. 2 Abs. 1 WG). Beim Wechsel haftet dessen Aussteller nach Art. 9 Abs. 1 WG für die Annahme und die Zahlung des Wechsels. Das ist Kern der so genannten Gläubigerhaftung beim Wechsel, wonach der Wechselnehmer sich nur auf die Zahlungsfähigkeit des ausstellenden Gläubigers zu verlassen braucht. Zahlungspflichtig ist jedoch beim Wechsel nicht der Aussteller, sondern primär der Bezogene, der durch die Annahme des Wechsels zur Zahlung verpflichtet wird (Art. 28 Abs. 1 WG). Nach Art. 31 Abs. 3 WG gilt die bloße Unterschrift auf der Vorderseite des Wechsels als Bürgschaftserklärung, soweit es sich nicht um die Unterschrift des Ausstellers oder des Bezogenen handelt.
Die Unterschrift des Bezogenen ist bei einem Scheck rechtlich nicht erforderlich, weil als Bezogener nur Kreditinstitute fungieren dürfen. Die Zahlungsverpflichtung des Kreditinstituts ergibt sich aus einem Scheckvertrag mit dem Aussteller, der aus diesem Grunde bei dem Institut ein Girokonto unterhalten muss (Art. 3 SchG). Im Scheckvertrag, der Bestandteil der Allgemeinen Geschäftsbedingungen der Kreditinstitute ist, verpflichtet sich die Bank zur Einlösung vorgelegter Schecks unter bestimmten Bedingungen.
Insbesondere bei in Umlauf befindlichen geborenen Orderpapieren ist bei Unterschriften Vorsicht geboten. Der Aussteller eines Indossaments wird Indossatar genannt und haftet in der Regel beim Wechsel für dessen Einlösung. Fügt der Aussteller bei gekorenen Orderpapieren eine positive Orderklausel hinzu, so werden sie hierdurch erst zu Orderpapieren, die ebenfalls mittels Indossament übertragen werden können. Ohne diese Klausel bleiben sie Rektapapiere; der Aussteller entscheidet somit bei gekorenen Orderpapieren über ihr wertpapierrechtliches Schicksal.

## Umlauf
Der Aussteller einer Wertpapierurkunde ist in der Regel auch derjenige, der die Urkunde willentlich in Verkehr bringt, ihr also Außenwirkung durch Übergabe an Dritte verschafft. Bei Inhaber- und Orderpapieren hat es der Aussteller nach Übergabe nicht mehr in der Hand, an wen das Wertpapier weiterübertragen wird. Jeder legitimierte Inhaber eines Wertpapiers kann durch Vorlage der Urkunde vom Aussteller die im Wertpapier versprochene Leistung verlangen (Ausnahmen: Scheck und Wechsel, hier ist der Bezogene zahlungspflichtig; Art. 28 Abs. 1 WG). Da es sich um Geldschulden handelt, hat der Aussteller die versprochene Leistung auf seine Gefahr und seine Kosten dem Gläubiger an dessen Wohn- oder Geschäftssitz zu erbringen (§ 270 Abs. 1 BGB). Diese Vorschrift über den Zahlungsort macht die Geldschuld jedoch nicht zu einer Bringschuld, sondern, weil der Leistungsort weiterhin beim Schuldner liegt, zu einer „qualifizierten Schickschuld“. Bei Schecks und Wechseln ist nach Art. 2 Abs. 3 SchG und Art. 2 Abs. 3 WG jeweils der Zahlungsort der Geschäftssitz des Bezogenen. Der Rechtssitz des Ausstellers wiederum ist bei Effekten für Bekanntmachungen maßgebend („Heimatbörse“; § 3 Abs. 1 WPUmstG).